# 熊本県護国神社

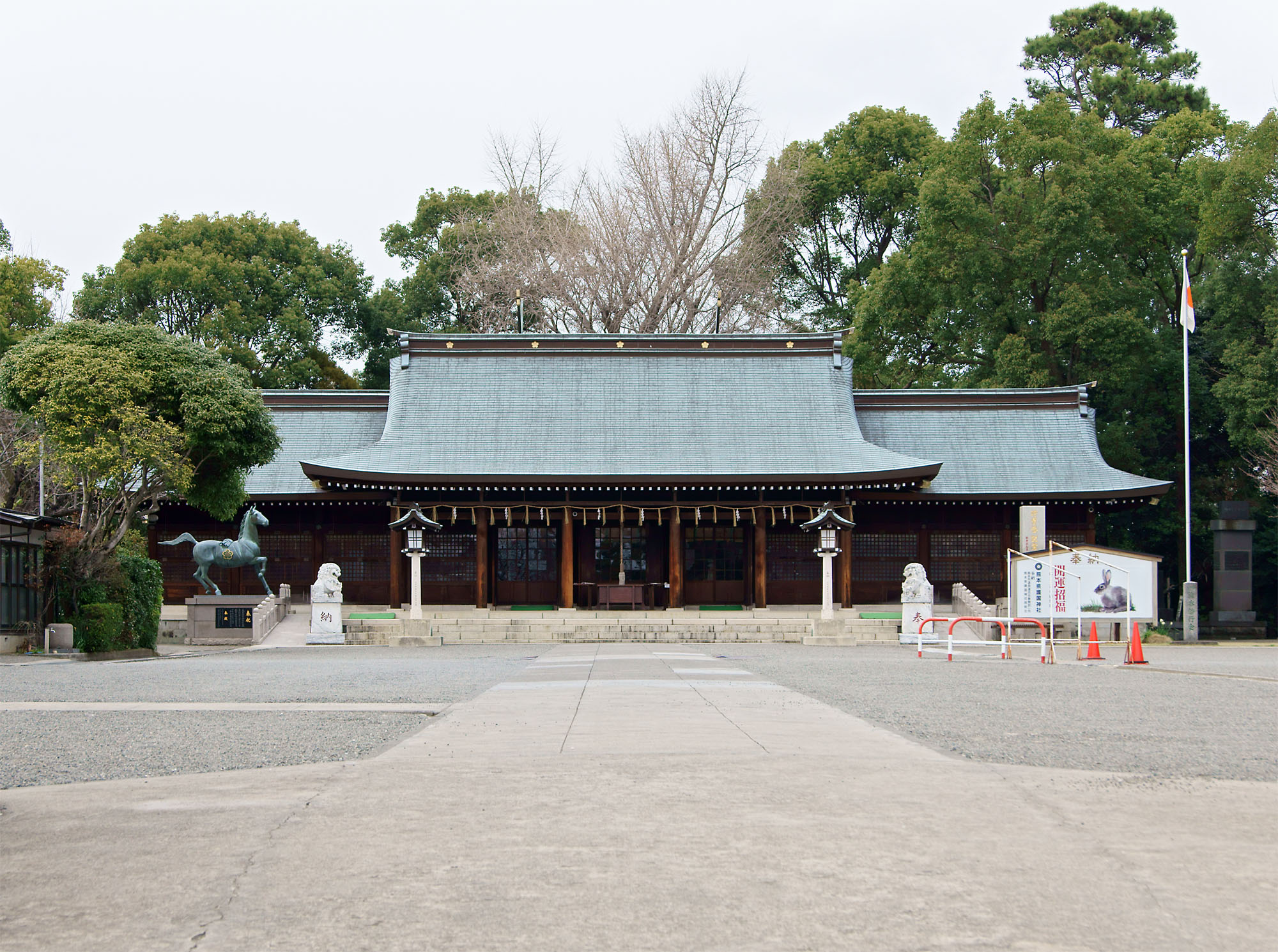
境内

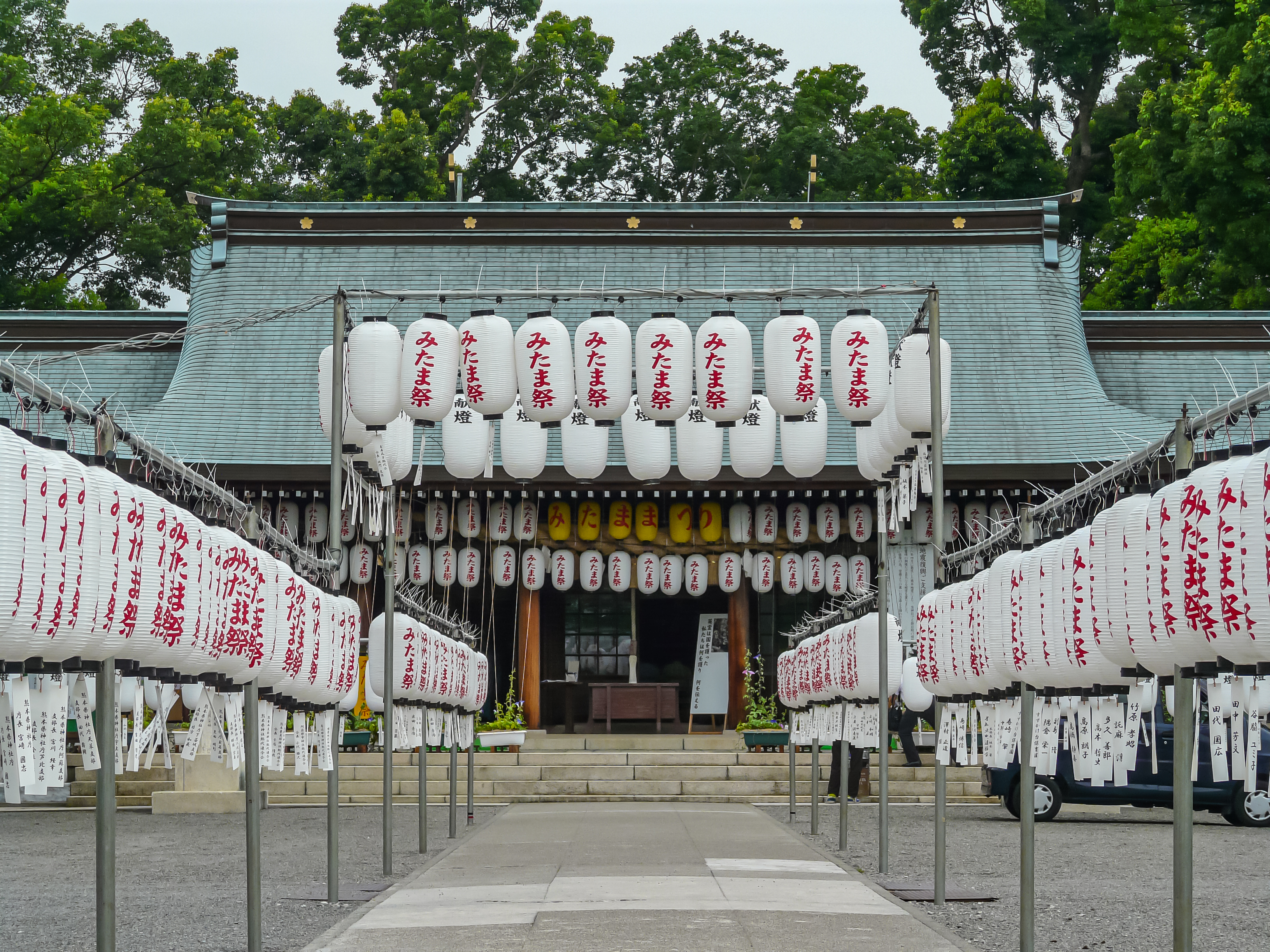
みたま祭の提灯が掛かる境内

熊本県護国神社（くまもとけんごこくじんじゃ）は、熊本県熊本市中央区にある神社（護国神社）である。

## 祭神
明治維新から太平洋戦争（大東亜戦争）までの国難に殉じた熊本県出身または縁故のある戦没者約6万5千柱を祀る。
また、境内には 女性の身でありながら危険な前線で、敵味方を問わず傷病兵たちを献身的に看護したにもかかわらず、敵襲により犠牲となった 従軍看護婦たちの慰霊碑が建立されている。

## 歴史
明治2年（1869年）、熊本藩主細川韶邦と細川護久が、明治維新に殉じた藩士150柱を祀るために市内花岡山に招魂社を建立したのに始まる。明治7年に官祭の招魂社となり、昭和14年（1939年）、招魂社の制度改正により内務大臣指定の熊本県護国神社となった。
昭和19年、市内黒髪町の立田山麓に社地を得て、新しい社殿の造営を開始したが、終戦により中止された。昭和28年、現在地である、かつて招魂祭が行われていた藤崎台招魂場跡にて社殿の造営を再開し、同32年に竣工・遷座した。花岡山のかつての社地は飛地境内「花岡山招魂社」となった。
熊本県関係の公務殉職者（自衛官・警察官・消防士）の霊を昭和39年に、軍需工場で被爆した学徒戦没者の霊を翌40年に合祀した。昭和34年、神社本庁の別表神社に加列された。

## 関連図書
- 白井永二・土岐昌訓編集『神社辞典』東京堂出版、1979年、133頁
- 角川日本地名大辞典編纂委員会編『角川日本地名大辞典43 熊本県』角川書店、1987年、430-431頁